# Cryptocarya schlechteri
Cryptocarya schlechteri är en lagerväxtart som beskrevs av Teschn.. Cryptocarya schlechteri ingår i släktet Cryptocarya och familjen lagerväxter. Inga underarter finns listade i Catalogue of Life.